# BricsCAD
BricsCAD ist eine Softwareanwendung für Computer Aided Design (CAD), die es seit 2002 gibt. BricsCAD in seinen Editionen kann für zweidimensionale Konstruktionszeichnungen, dreidimensionale Konstruktionsmodelle, das parametergestützte Modellieren, Tiefzieh-Modellierung und für Bauwerksdatenmodellierung (BIM) eingesetzt werden. Alle BricsCAD-Editionen basieren auf der Teigha-Plattform der Open Design Alliance und können daher das von AutoCAD stammende .dwg-Format nativ schreiben und lesen. Darauf beruht auch der Erfolg der Programmfamilie, BricsCAD zählte 2003 zusammen mit AutoCAD LT und DraftSight zu den weitverbreiteten AutoCAD-Klonen im Niedrigpreis-Segment.
BricsCAD wird von Bricsys NV mit Hauptsitz in Gent, Belgien, entwickelt. Das Unternehmen wurde 2002 von Erik de Keyser gegründet. Im Jahr 2011 erwarb Bricsys die Rechte am geistigen Eigentum von Ledas für Constraints-basierte parametrische Design-Tools, die die Entwicklung von Anwendungen in den Bereichen der direkten Modellierung und des Assembly-Designs ermöglichen. Bricsys betreibt Entwicklungszentren in Nischni Nowgorod und Nowosibirsk, Bukarest und Singapur. Bricsys ist Gründungsmitglied der Open Design Alliance. Seit 2018 ist Bricsys Teil von Hexagon AB.

## Produkte
Die BricsCAD-Software, die für die Betriebssysteme Windows, Linux und macOS erhältlich ist, ist in fünf Editionen verfügbar:
- BricsCAD Lite bietet vertraute 2D-CAD-Zeichnungsfunktionen, natives DWG-Lesen / Schreiben und enthält eine vollständige LISP API zur Anpassung und Automatisierung sich wiederholender Aufgaben.
- BricsCAD Pro enthält alle Funktionen der BricsCAD Classic und bietet zusätzlich 3D Direktmodellierung, 2D- und 3D-Hardwarebibliotheken, High-Definition-Renderings, eine Rendermaterialbibliothek, mechanische Baugruppenanzeige und ein AutoCAD ObjectARX-kompatibles Entwicklungssystem, das Hunderte an Anwendungsprogrammen von Drittanbietern unterstützt.
- BricsCAD BIM ist ein Building-Information-Modeling-Programm, das auf dem Industriestandard-Dateiformat .dwg basiert. Das Kerndatenbankschema nutzt die Industry Foundation Classes (IFC) und ist von BuildingSMART International nach openBIM „CV2.0-Arch IFC Export und Import“ zertifiziert.[10] Alle Gebäudeelemente – Wände, Böden, Säulen, Fenstertüren usw. – werden automatisch klassifiziert. Automatisch generierte 2D-Abschnitte zeigen alle Gebäudedetails an – alles wird mit dem endgültigen Konstruktionsdokument synchronisiert.
- BricsCAD Mechanical ist ein 3D-Werkzeug für die mechanische Konstruktion mit der Möglichkeit der Baugruppenmodellierung. Es basiert auf der Idee der historienfreien Direktmodellierung. Das Programm erzeugt Blechteil-Merkmale mit Hilfe von Übergangs-Flächen. Dieser Ansatz wurde gewählt, um die Beschädigung von Kanten zu vermeiden, wenn Modellmerkmale erstellt, geändert und gelöscht werden. Neu in BricsCAD Mechanical V19 ist die Möglichkeit, gleichzeitig sowohl an den gefalteten als auch an der ausgeklappten Darstellung eines einzelnen Blechteils zu arbeiten.
- BricsCAD Ultimate ist die ganzheitliche Lösung für Designer, Ingenieure, Hersteller und Auftragnehmer. Ultimate vereint die BricsCAD CAD Software,  BIM Software und Maschinenbau Software in einem Paket, sodass  Unternehmen, die in mehreren CAD Bereichen tätig sind, von einem sich ständig weiterentwickelnden Workflow profitieren können.

Alle BricsCAD-Editionen verwenden die Open Design Alliance Drawing API-Softwareentwicklungsplattform, die BricsCAD das Lesen und Schreiben im .dwg Format ermöglicht, welches von Autodesks AutoCAD bekannt gemacht wurde. BricsCAD V19 liest und schreibt nativ im 2018er .dwg-Dateiformat, bei Bedarf auch bis hinunter zu AutoCAD Release 12. Die Software ist in der Lage, fast alle modernen AutoCAD-Funktionen auszuführen. BricsCAD ist derzeit in 18 Sprachversionen erhältlich.

## Communicator für BricsCAD
Communicator für BricsCAD importiert und exportiert 3D-CAD-Daten, um den Datenaustausch mit den meisten mechanischen CAD-Programmen (e.g. CATIA, Creo Elements/Direct Modeling, Solid Edge, NX (Siemens), SolidWorks und Autodesk Inventor) und verschiedenen neutralen Dateiformaten zu ermöglichen. BricsCAD Communicator ist ein separater Software-Download aus dem BricsCAD-Kernprodukt und wird durch den Erwerb eines Lizenzaktivierungsschlüssels aktiviert.

## BricsCAD Shape
Im Januar 2018 veröffentlichte Bricsys ein kostenloses Entwurfs- und Modellierungswerkzeug namens BricsCAD Shape, das von BricsCAD Platinum abgeleitet ist und Architekten und Designern eine Modellierungsumgebung für die konzeptionelle Gestaltung von Gebäuden und Strukturen bietet. Die Arbeitsweise von Shape wurde entwickelt, um CAD-genaue, eindeutige Volumenmodelle zu erstellen, ohne dass der Benutzer Gebäudeelemente klassifizieren muss. Die Geometrie-Domäne von BricsCAD Shape entspricht der von BricsCAD BIM und das native Dateiformat beider Produkte ist 2018.dwg. In BricsCAD Shape erstellte 3D-Konzeptmodelle können mit BricsCAD BIM geöffnet und weiterverwendet werden – zur automatischen Klassifizierung von Gebäude-Elementen und deren räumlicher Lage. BricsCAD Shape verfügt über eine vereinfachte Benutzeroberfläche, die die Befehlsoptionen auf ein Minimum reduziert, um eine effektive Volumenkörpermodellierung zu unterstützen. BricsCAD Shape enthält auch eine Bibliothek von parametrischen Fenstern und Türen, Materialbibliotheken und eine Auswahl von 3D-Möbeln und -Objekten.

## Bricsys 24/7
Bricsys bietet des Weiteren ein Cloud-Zusammenarbeitstool als SaaS (Software als Service) an, das Bricsys 24/7 genannt wird. Bricsys 24/7 wurde entwickelt, um Teams bei der Zusammenarbeit bei Bauprojekten zu helfen.

## APIs und Anpassungen
BricsCAD implementiert viele AutoCAD Application Programming Interfaces (APIs). Im Allgemeinen bietet BricsCAD eine nahezu identische Untermenge von AutoCAD-äquivalenten Funktionsnamen. Im Fall von nicht kompilierten AutoCAD-Anwendungen (z. B. LISP, Diesel und DCL) können diese Programme direkt in BricsCAD geladen und ausgeführt werden. Speziell in Bezug auf LISP-Routinen unterstützt BricsCAD AutoCAD Vl-, Vlr-, Vla- und Vlax-Funktionen. Bricsys unterstützt auch Entwickler, die die LISP-Verschlüsselung verwenden möchten, aber wie erwartet, kann BricsCAD AutoCAD FAS (kompilierte LISP) -Dateien nicht lesen.
Die meisten kompilierten Anwendungsprogramme, die für AutoCADs Advanced Runtime eXtension (ObjectARX) entwickelt wurden, erfordern nur eine Neukompilierung mit den BricsCAD Runtime eXtension (BRX) -Bibliotheken. BRX ist zu 100 % mit AutoCAD ARX kompatibel. Bricsys unterstützt auch das veraltete Autodesk-Entwicklungssystem (ADS) über die (ebenfalls veraltete) SDS-Schnittstelle von BricsCAD.

## Partner
Bricsys konzentriert sich auf die Entwicklung der zentralen CAD-Softwareplattform und arbeitet mit Anwendungsentwicklungspartnern zusammen, um Lösungen für die Märkte AEC (Architektur, Ingenieurwesen und Bauwesen), GIS und mechanische CAD auf den Markt zu bringen.
Das Unternehmen LEDAS ist ein Teil des BricsCAD-Ökosystems und ist an der Entwicklung spezieller Module für diese Software (einschließlich Geometrievergleichsfunktionen), dem Wiederverkauf der geometrischen Löser LGS 2D und 3D und der Befriedigung von benutzerdefinierten Funktionsanforderungen korporativer BricsCAD-Benutzer beteiligt. LGS 2D und 3D sind Komponenten innerhalb von BricsCAD, die parametrisches Zeichnen/Skizzieren in 2D, 3D-Skizzieren, Oberflächendesign, 3D-Direktmodellierung, 3D-Feature-Modellierung, 3D-Assembly-Design, 3D-Kinematikanalyse und Bewegungssimulation, wissensbasiertes Engineering und Produktoptimierung und vieles mehr ermöglichen.